# Heinz Tietjen
Heinz Tietjen, född 24 juni 1881 i Tanger i Marocko, död 30 november 1967 i Baden-Baden var en tysk dirigent. 

## Biografi
Heinz Tietjen studerade för Arthur Nikisch.
Han arbetade i Trier 1902-1921, i Breslau 1922-1925, Berliner Städtische Oper (1925-1929, 1948-1954) och för den preussiska statsteatern 1930-1935. Åren 1931-1944 var han konstnärlig ledare för Bayreuthfestspelen. 1950-1951 satte han upp wagneroperor på Royal Opera House Covent Garden, 1955-1959 var han ledare för operan i Hamburg.
I augusti 1934 publicerades ett upprop formulerat av Joseph Goebbels i NSDAP:s partiorgan Völkischer Beobachter. I korthet handlade detta om att offentligt visa Führern sin trohet. Det var undertecknat av namnkunniga författare, bildkonstnärer, konsthistoriker, arkitekter, skådespelare, musiker och tonsättare. Bland dem fanns Heinz Tietjen.

## Externa Länkar
- Wikimedia Commons har media som rör Heinz Tietjen.